# 40 giorni & 40 notti
40 giorni & 40 notti (40 Days and 40 Nights) è un film del 2002 diretto da Michael Lehmann.

## Trama
Dopo la storia d'amore con Nicole conclusasi male, Matt non riesce più a vivere serenamente il sesso, infatti ogni volta che prova ad avere rapporti con altre ragazze, ha delle allucinazioni come crepe e buchi neri sul soffitto.
Dopo il colloquio col fratello sacerdote e un altro prete, decide di fare voto di astinenza nel periodo della Quaresima: per quaranta giorni e per quaranta notti dovrà dunque fare a meno di ogni attività riconducibile al sesso (dal rapporto completo alla masturbazione, dai baci alle semplici effusioni).
I suoi colleghi di lavoro vengono a sapere di questa decisione dal suo amico fidato Ryan e organizzano un sistema di scommesse per puntare sul giorno in cui Matt cederà. Il ragazzo sembra resistere, nonostante le continue pressioni degli amici, ma le cose si complicano ulteriormente quando conosce, in una lavanderia, Erica, che sembra davvero la ragazza giusta per lui, ma con la quale, a causa del voto, non può scambiarsi neanche un bacio.
La ragazza si rassegna ad aspettarlo, nel mentre che i giorni passano e le condizioni fisiche e psicologiche di Matt peggiorano sempre più. L'ultimo giorno utile per la scommessa, ovvero il quarantesimo, Nicole decide di puntare la sua quota, e sarà proprio lei a far terminare le scommesse andando a trovare Matt a casa ed approfittando del fatto che lui stesse dormendo e avesse le mani legate al letto. A mezzanotte meno due minuti Nicole conclude e se ne va, e sulla via d'uscita incontra Erica che aveva raggiunto Matt il quale, finita la Quaresima, poteva concedersi finalmente a lei. Erica rimane delusa dal fatto che Matt non l'abbia aspettata, ed il ragazzo, per farsi perdonare, le regala un cofanetto in ricordo dei bei momenti passati insieme. Erica capisce quindi che Matt è il ragazzo giusto per lei e una volta che si rivedono alla lavanderia si scambiano i primi baci della loro relazione.
La scommesse dunque ripartono, ma stavolta hanno un significato completamente opposto: si scommette l'ora continuativa in cui Matt riesce a stare dentro la sua camera da letto a far l'amore.

## Colonna sonora
Di seguito è elencato l'elenco dei brani utilizzati nel film.
1. Big Blue Sea - Bob Schneider
2. Bad Dreams (Remix) - Arling & Cameron & Swarte
3. Spank My Booty - Lords of Acid
4. Loves Me Like a Rock - The Dixie Hummingbirds
5. New Sensation - INXS
6. Turn Off the Lights - Teddy Pendergrass
7. Talking 'bout My Baby - Fatboy Slim
8. Overload - Sugababes
9. Chemistry - Semisonic
10. Anthem - The Incredible Moses Leroy
11. Strange Condition - Pete Yorn
12. Neil's Blues - Frank Morgan
13. Recondita Armonia (dalla Tosca) - Jussi Björling, Zinka Milanov, Leonard Warren, Rome Opera Orchestra e coro diretto da Erich Leinsdorf
14. Do Me! - Bell Biv DeVoe
15. Memory Gospel - Moby
16. The One You Have Not Seen - Sophie B. Hawkins
17. Space to Share - Scapegoat Wax
18. Filthy Mind - Amanda Ghost
19. Wonderful - Everclear
20. Love Her for That - Teddy Thompson
21. Fishinit - Steinski & Ill Chemist
22. We're in Heaven - Sgt. Rock
23. Strange Disease - Prozzäk
24. Under Pressure - Queen e David Bowie

## Accoglienza

### Critica
L'aggregatore di recensioni online Rotten Tomatoes ha assegnato al film una percentuale di gradimento pari al 39% sulla base di 137 critiche con un voto medio di 4.9/10.

## Riconoscimenti
40 giorni e 40 notti nel 2002 ha vinto il riconoscimento tedesco Bogey Awards, mentre gli attori Josh Hartnett e Shannyn Sossamon sono stati nominati ai Teen Choice Awards nella categoria "miglior coppia".

## Slogan promozionali
La tagline italiana del film è «più passa il tempo più diventa dura...».